# Wyspa azylu

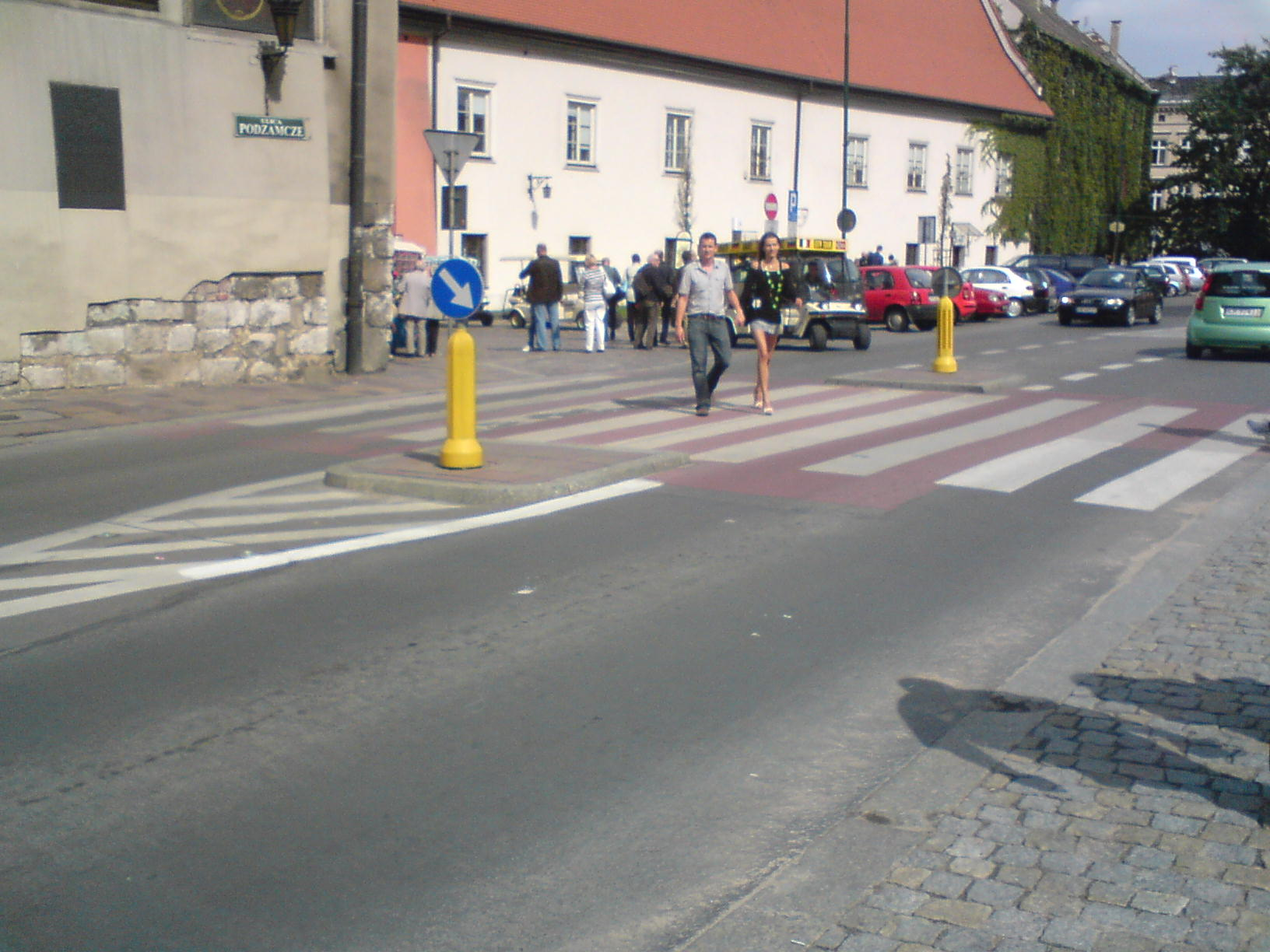
Wyspa azylu pod Wawelem

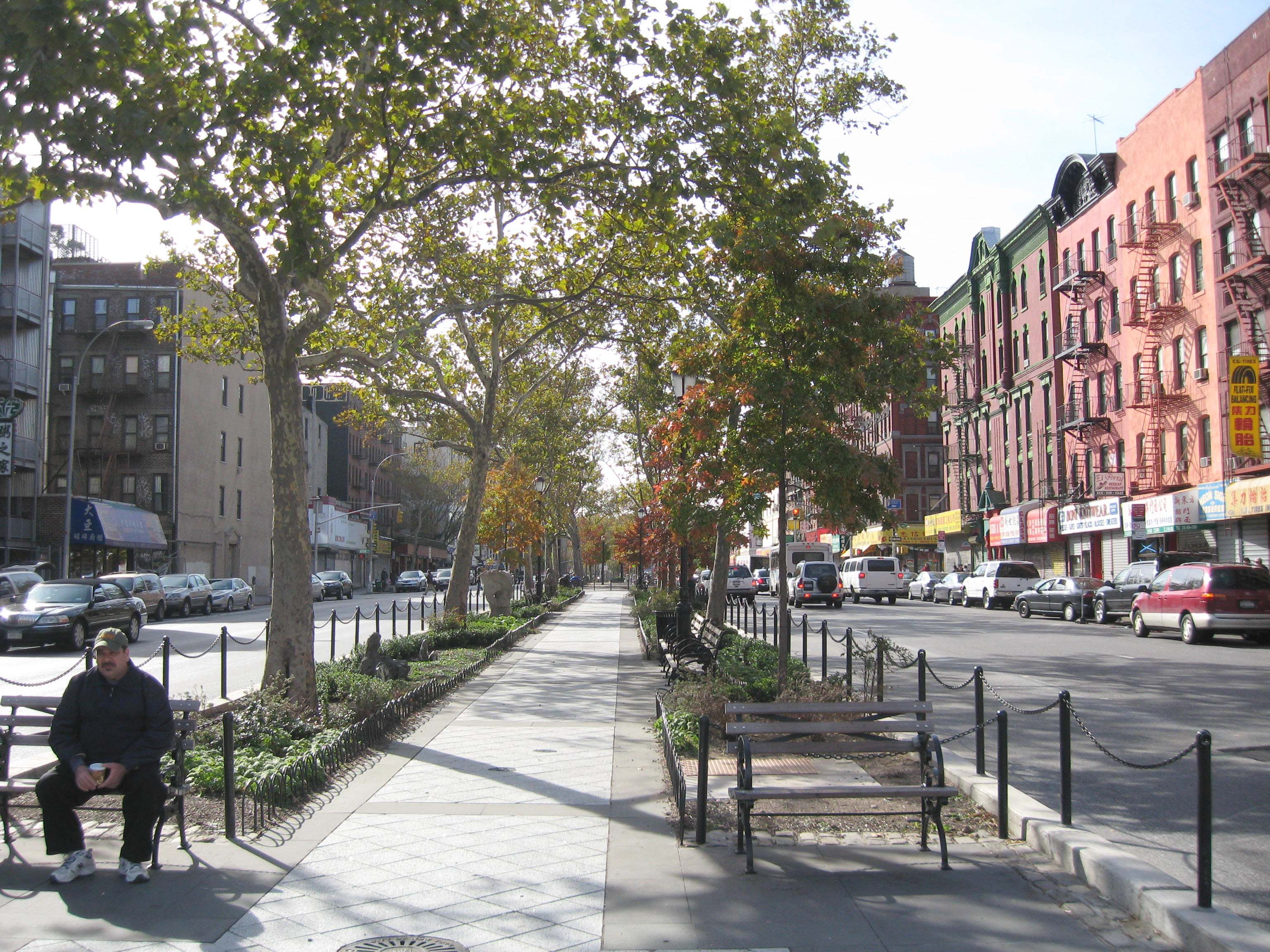
Szeroka wyspa azylu, Allen Street w Nowym Jorku

Wyspa azylu (azyl dla pieszych) – wysepka na środku jezdni, wybudowana w celu ułatwienia pieszym bezpiecznego przekraczania ulicy.
Umieszczenie wyspy azylu umożliwia pieszym przekraczanie jezdni etapami. Ułatwia obserwowanie drogi (pieszy musi obserwować tylko jeden kierunek, z którego nadjeżdżają pojazdy). Wyspy azylu stosuje się nie tylko ze względu na ułatwienia dla pieszych. Zawężenie jezdni (czasem jedynie optyczne) w obrębie wyspy powoduje zmniejszenie prędkości przez kierujących, a wyspa utrudnia wyprzedzanie. Stosowanie wysp jest zalecane w celu uspokojenia ruchu na wszystkich drogach, na których ruch dwukierunkowy odbywa się na jednej jezdni, a obowiązkowe na dwukierunkowych jezdniach z czterema lub więcej pasami ruchu.
Wyspy azylu wykonuje się z kostki betonowej, gumy lub tworzyw sztucznych.
Zgodnie z polskimi przepisami minimalna szerokość wyspy azylu wynosi 2 m. Jednak przy takiej szerokości na wyspie z trudnością mieści się pieszy prowadzący rower lub większa grupa pieszych, a komfort oczekiwania jest niski. Dlatego jako minimum zaleca się przyjmować 2,5 m.

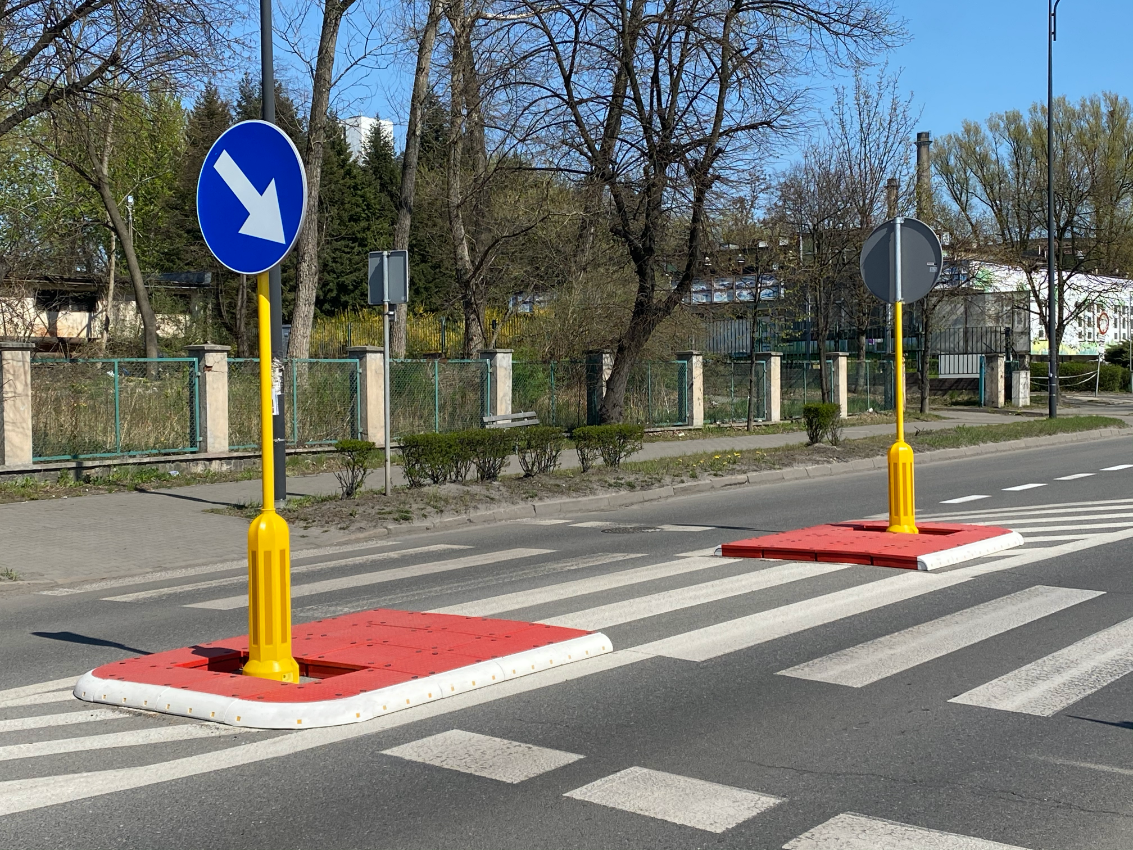
Azyl dla pieszych typu Olimpia AS AN i AW